# Lesoparkovaja
Lesoparkovaja (in russo Лесопа́рковая?) è una stazione della linea 12 della metropolitana di Mosca, inaugurata nel febbraio 2014. La stazione, non molto distante dallo svincolo della MKAD, si trova nel distretto meridionale di Mosca e serve il quartiere di Chertanovo-Juznoe, tra le stazioni di Bitcevskij Park e Ulica Starokačalovskaja.